# Asíni
Asíni (grec moderne : Ασίνη) est une localité située dans le dème des Naupliens, dans le district régional d'Argolide, dans la périphérie du Péloponnèse, en Grèce. Asíni est nommé d'après l'ancienne ville d'Asinè.
Selon le recensement de 2021, elle compte 1 000 habitants.

## Histoire
L'acropole de l'ancienne Asiné est située juste en dehors de la ville de Tolo. Le site est occupé depuis le Néolithique et les restes de l'acropole mycénienne (ayant été habitée à la fois pendant la période hellénistique et romaine) sont encore visibles. Il comporte également des fortifications construites par les Italiens pendant la Seconde Guerre mondiale (plusieurs casemates), ainsi qu'un endroit consacré à l'histoire de la résistance grecque contre l'envahisseur italien et allemand pendant la Seconde Guerre mondiale.

## Administration
De 1834 à 1840 et de 1997 à 2011, Asíni constituait une commune indépendante, dont le siège était situé à Drépano,. Depuis la réforme des collectivités locales, le district municipal d'Asíni fait partie du dème de Nauplie.
Le village d'Asíni s'appelait originellement Tzaferaga (Τζαφέραγα, Djafer-Agha) et a été renommé en 1906.

## Économie
Asíni dispose d'installations touristiques et bénéficie de la proximité des sites touristiques de Nauplie et d'Épidaure.